# Iorwerth Peate
Iorwerth Peate, rovněž známý jako Cyfeiliog, (27. února 1901 – 19. října 1982) byl velšský básník. Narodil se ve vesnici Llanbrynmair a studoval na Aberystwythské univerzitě, kde jej vyučovali T. Gwynn Jones a Herbert John Fleure. Vydal několik básnických sbírek. V roce 1956 založil časopis Gwerin. V roce 1976 vydal autobiografii nazvanou Rhwng Dau Fyd. Jeho poslední sbírka Personau vyšla až po jeho smrti v roce 1982. Psal anglicky i velšsky.